# Урочище Грабове
Уро́чище Гра́бове — ботанічна пам'ятка природи загальнодержавного значення. Розташована в Шахтарському районі Донецької області.
Статус пам'ятки природи присвоєно розпорядженням Ради Міністрів УРСР № 780-р 14 жовтня 1975 і рішенням Облвиконкому № 310 21 червня 1972. Площа — 41 га. З Урочищем Грабове працюють Торезький держлісгосп і Торезьке лісництво.
Являє собою дубово-ясеневі насадження з домішкою природного зростання граба. Природний резерват граба звичайного. В умовах Донщини граб є супутником дуба та не утворює власних борів.
Природна межа поширення граба звичайного проходить значно західніше Донщини по лінії Ромни—Полтава—Кременчук і зростання граба в урочищі, що розташоване набагато східніше є незвичним. Граб залишився на Донецькому кряжі як релікт Рісс—вюрмського міжльодовиков'я.
Граб зростає по всій балці Грабовій, але зосереджений на двох ділянках: квартал № 1 — 25 га і квартал № 9 — 16 га. В урочищі трапляється до 400 екземплярів граба на гектар. Найбільші дерева товщиною до 30 сантиметрів.
Повідомлення про зростання граба звичайного в Донбасі стали з'являтися в ботанічній літературі з кінця XIX століття.
Саджанці граба з урочища були висаджені в Донецьку, Чистякові та біля Ясинуватої.